# Ел Серито, Ла Капиља (Тултитлан)
Ел Серито, Ла Капиља (шп. El Cerrito, La Capilla) насеље је у Мексику у савезној држави Мексико у општини Тултитлан. Насеље се налази на надморској висини од 2369 м.

## Становништво
Према подацима из 2010. године у насељу је живео 1 становник.

### Хронологија
| Година       | 2000            | 2005       | 2010 |
| ------------ | --------------- | ---------- | ---- |
| Становништво | 251 (126 / 125) | 14 (9 / 5) | 1    |

### Попис
| # | Индикатор                     | Вредност |
| - | ----------------------------- | -------- |
| 1 | Укупно домаћинстава           | 6        |
| 2 | Укупно насељених домаћинстава | 1        |
| 3 | Величина локације             | 1        |